# Grafen von Cilli

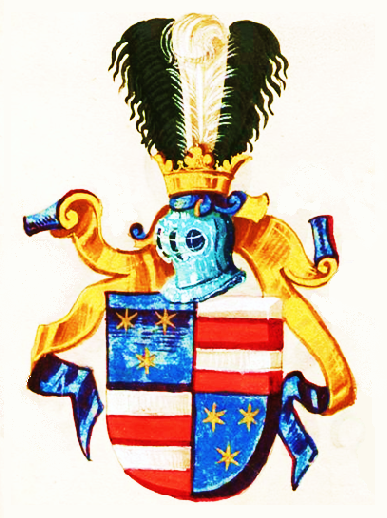
Wappen der Grafen von Cilli (kombiniert aus Cilli und Sanneck)

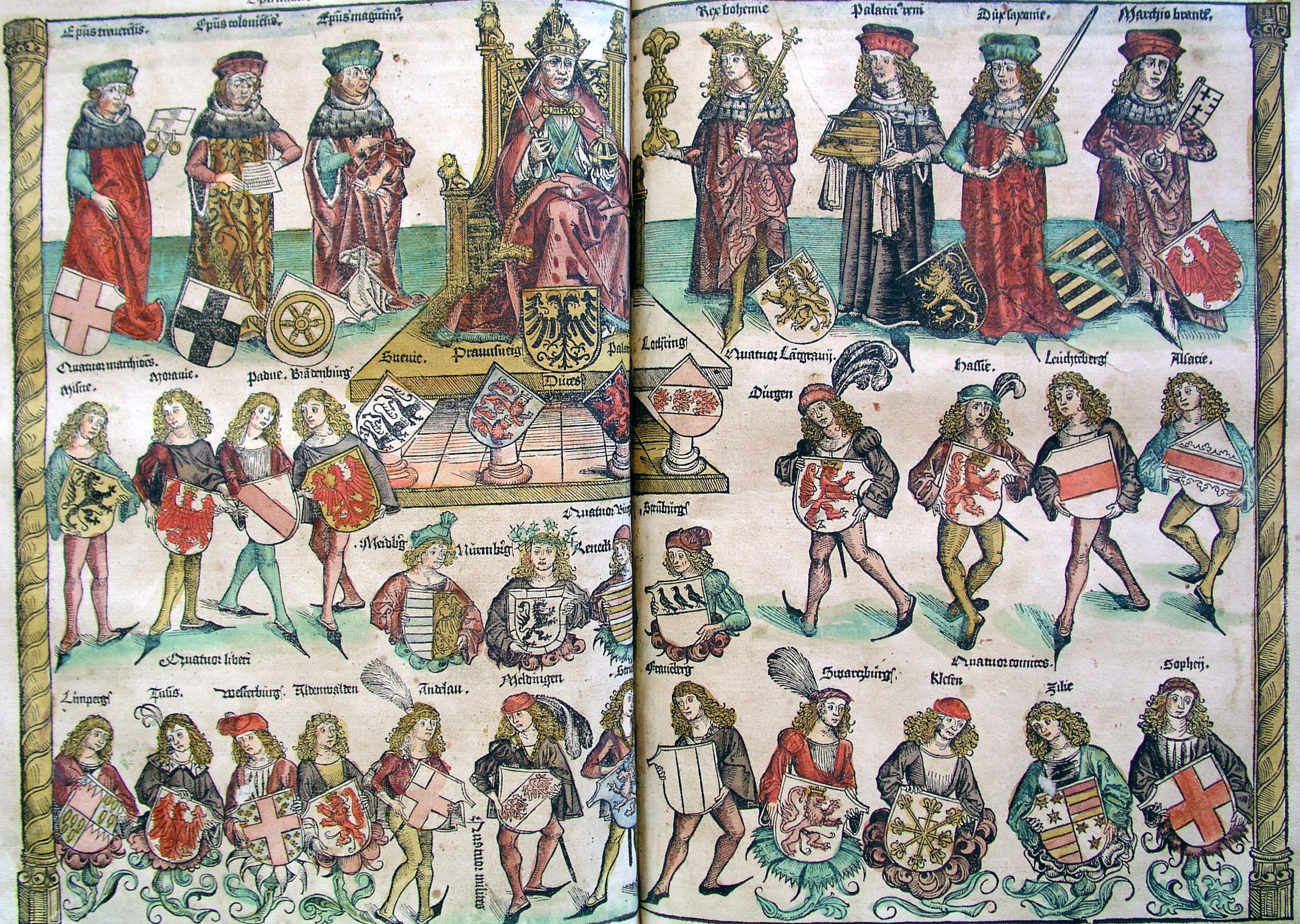
Die Struktur des Reiches: Die Grafen von Cilli in der untersten Reihe, zweiter von rechts

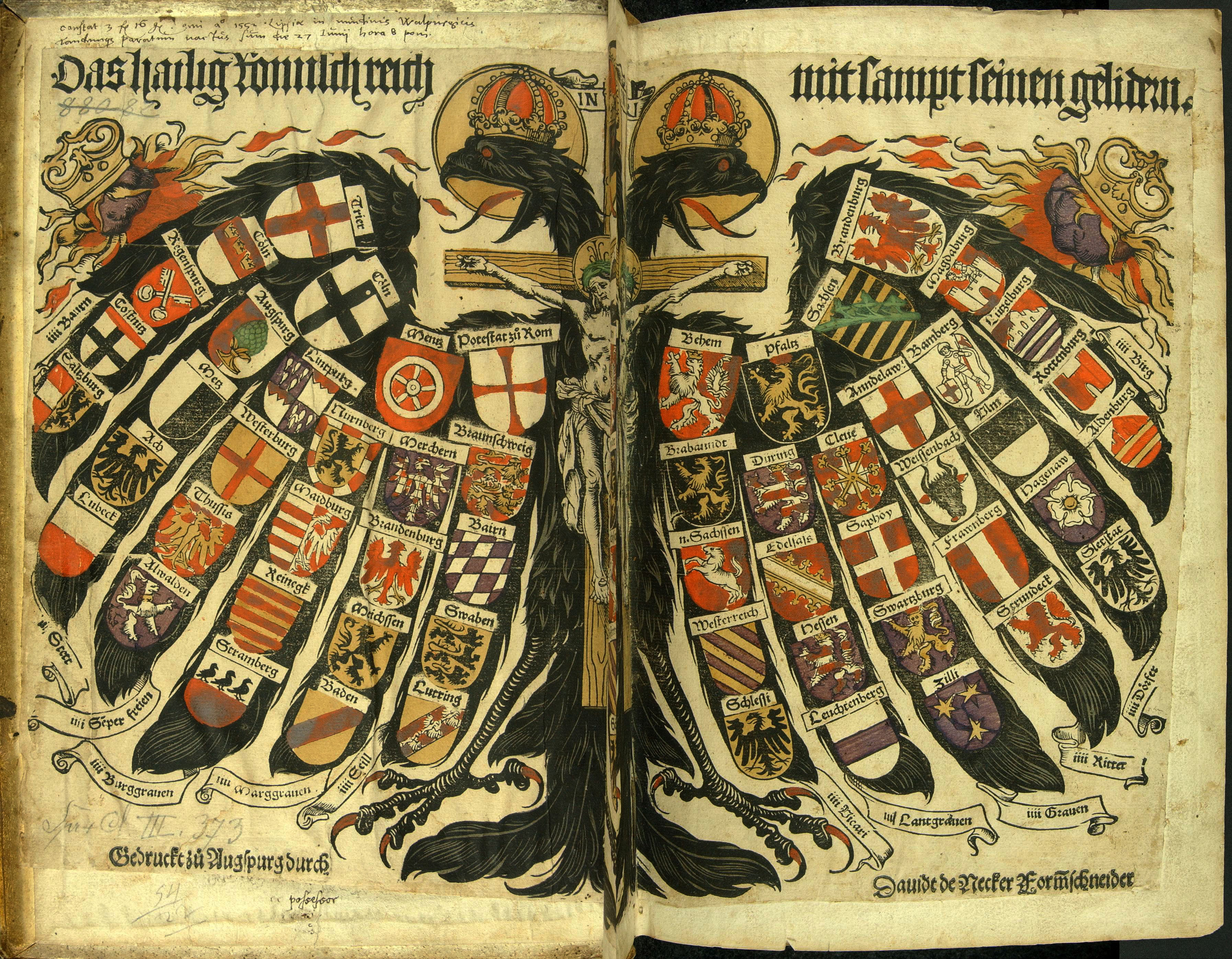
Quaternionenadler mit dem Wappen von Cilli, heraldisch linker Flügel, untere Reihe Mitte

Die Grafen von Cilli (slowenisch Celjski grofje) waren Nachkommen des hochfreien Adelsgeschlechts der Herren von Sanneck (slow. Žovneški gospodje). Kluge Heiratspolitik und das klare Erkennen politischer Chancen ermöglichten ihnen einen gewaltigen sozialen Aufstieg. Zunächst waren sie treue Vasallen des Hauses Habsburg, später dessen gefährlichste Konkurrenten. Im Jahre 1341 wurden sie von Kaiser Ludwig dem Bayern in den Grafenstand und 1435 oder 1436 von Kaiser Sigismund in den Reichsfürstenstand erhoben. Mit dem Aussterben ihres Hauses im Mannesstamm im Jahr 1456 erbten die Habsburger den Großteil ihrer Besitztümer.

## Wappen

Wappen Ulrichs II.

Gevierter Schild: 1 und 4 zwei rote Balken im silbernen Feld (Stammwappen Sanneck); 2 und 3 drei achtstrahlige (auch sechsstrahlige) goldene Sterne (Anordnung 2,1) im blauen Feld (Heunburg) (Darstellung nach Kraßler). Auf dem Schild 2 Bügelhelme auch Spangenhelme, Helmkleinod: 1. ein Flug mit einem Schräglinksbalken, 2. sechs Straußenfedern übereinander (3:3), Decken: 1. rot-silber (Sanneck), 2. blau-gold (Heunburg) (nach Valvasors Darstellung des Wappens, jedoch ohne Tinkturen)
Ihr Wappen übernahmen die Grafen von Cilli von ihren Ahnen, den Herren von Sanneck. Deren ursprüngliches Wappen waren die zwei roten Balken auf silbernem Grund. Im Jahr 1322 fügten sie diesem die drei Sterne auf blauem Grund hinzu, die ursprünglich das Wappen der Grafen von Heunburg waren. Heute finden sich die drei Sterne auf blauem Grund im Staatswappen der Republik Slowenien.

## Geschichte
Die Grafen von Cilli waren die Nachkommen der Herren von Sanneck. Diese hatten 1322 die Grafen von Heunburg beerbt und so ihren Besitz deutlich vergrößert. 1341 wurden sie von Kaiser Ludwig dem Bayern mit der Grafschaft Cilli belehnt und führten fortan diesen Namen. Der bedeutendste Vertreter des Hauses Cilli war Hermann II. Dieser rettete König Sigismund in der Schlacht von Nikopolis 1396 das Leben und befreite ihn 1401 zusammen mit dem späteren Paladin Nikolaus Gara aus der Gefangenschaft der ungarischen Großen. Seine Tochter Barbara wurde Sigismunds zweite Gemahlin. 1420 erbte er die Grafschaft Ortenburg, die in weiterer Folge von Andreas von Graben zu Sommeregg verwaltet wurde. Am 27. September 1435 oder am 20. November 1436 (in der Geschichtsschreibung finden sich beide Angaben) wurden die Grafen von Kaiser Sigismund zu Reichsfürsten erhoben, was eine jahrelange Fehde mit Herzog 
Friedrich V. zur Folge hatte, die erst 1443 beigelegt wurde.
Auf dem Höhepunkt ihrer Macht besaßen die Cillier zahlreiche Besitzungen in der Steiermark, Krain und Ungarn. Ihr Aufstieg fand jedoch mit dem Tod von Ulrich II. am 9. November 1456 in Belgrad – laut offizieller Geschichtsschreibung wurde er getötet, als er seinen Gegenspieler Ladislaus Hunyadi ermorden wollte, laut anderen Quellen fiel er hingegen einem Anschlag von Hunyadi zum Opfer – ein jähes Ende. Da seine beiden Söhne Hermann und Georg bereits vor ihm gestorben waren, erlosch die familiäre Linie im Mannesstamm. Auf Grund eines Erbvertrages übernahmen die Habsburger den größten Teil der riesigen Territorien der Cillier, während die in Ungarn gelegenen Besitzungen an die ungarische Krone gingen.
Die wichtigste historische Quelle zu den Grafen von Cilli ist die Cillier Chronik.

## Genealogie
1. Friedrich I. (* um 1300; † 1359/60), ⚭ Diemut von Walsee († 1353/57)
  1. Ulrich I. (* um 1331; † 1368), Graf von Cilli, Hauptmann in Krain, ⚭ Adelheid von Ortenburg († 1391)
    1. Wilhelm (* 1361/62; † 1392), ⚭ 1380 Anna von Polen (* 1366; † 1425), Tochter des Königs Kasimir des Großen
      1. Anna (* 1380; † 1416), ⚭ 1401 König Władysław II. Jagiełło (* um 1351; † 1434)

  2. Hermann I. (* 1332/34; † 1385), ⚭ Katharina Kotromanić/Tvartko (* um 1336; † um 1396), Tochter des Königs Stephan II. von Bosnien
    1. Hans (* um 1363; † 1372), ⚭ Margaretha von Pfannberg
    2. Hermann II. (* um 1365; † 1435), Ban von Kroatien und Dalmatien, ⚭ Gräfin Anna († vor 1396), Tochter von Heinrich VII. von Schaunberg
      1. Friedrich II. († 1454), Graf von Cilli und Ortenburg, 1436 Reichsfürst, Ban von Slawonien, ⚭ I. um 1401 Elisabeth von Modrusch-Veglia aus dem Hause Frangepan († 1422), ⚭ II. Veronika von Teschnitz († 1425 in Osterwitz)
        1. (I.) Ulrich II. (* 1406; † 9. November 1456), Graf von Cilli und Ortenburg, 1436 Reichsfürst, Ban von Slawonien, ⚭ Katharina Brankovič von Serbien († 1490/92)
          1. Hermann IV. († 1452)
          2. Georg († 1443)
          3. Elisabeth (* 1441; † 1455), ⚭ Ladislaus Hunyadi

        2. (I.) Friedrich III. († als Kind)
        3. (I.) Johann (leg. 1447)

      2. Elisabeth († 1424/26), ⚭ I.(?) Graf Heinrich VI. von Görz, ⚭ II. Erlinger von Schwarzenberg
      3. Anna († nach 23. Juni 1438), ⚭ 1405 Miklos Garai (* um 1367; † 1433), Palatin von Ungarn
      4. Hermann III. († 1426), ⚭ I. Elisabeth von Abensberg († vor 1423), ⚭ II. Beatrix von Bayern (1403–1447), Tochter von Ernst von Bayern
        1. (I.) Margaretha († 1480), ⚭ I. Hermann von Montfort-Pfannberg († 1434/35), ⚭ II. 1444 Wladislaw von Teschen-Glogau (* 1420; † 1460)

      5. Ludwig († 1414/20)
      6. Barbara († 1451), ⚭ Kaiser Sigismund (* 1368; † 1437)
      7. (illegitim) Hermann (* 1383; † 1421), Bischof von Freising

  3. Katharina, ⚭ I. Graf Albrecht IV. von Görz, ⚭ II. Hans Truchsess von Waldburg
  4. Anna († nach 1354), ⚭ Graf Otto IV. von Ortenburg, auch Königin von Ungarn

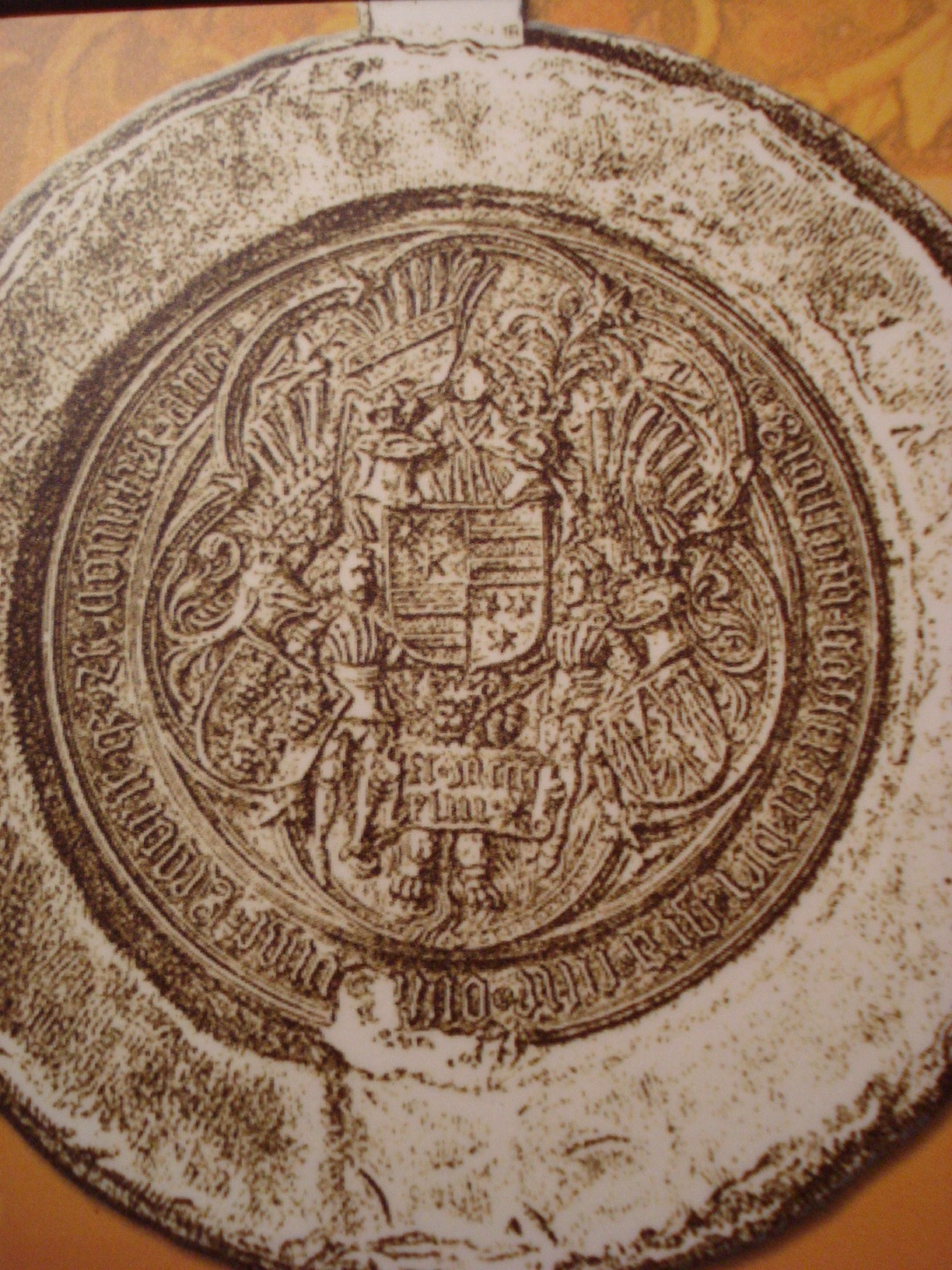
Siegel von Ulrich II.

## Besitz
Dem deutschen Namen der Herrschaft ist, soweit bekannt, die slowenische beziehungsweise kroatische Bezeichnung angefügt.
Aufgrund eines Erbvertrages zwischen den Grafen von Ortenburg und den Grafen von Cilli vom Jahre 1377 fiel im Jahre 1418 mit dem Erlöschen der Grafen von Ortenburg deren Besitz an die Cillier.

### Eigener Allodialbesitz
Sanegg – Žovnek (Stammsitz)
Osterwitz – Ojstrica pri Št. Jurju ob Taboru
Liebenstein bei St. Paul bei Pragwald
Schöneck – Šenek pri Polzeli (Heilenstein)
Hinzu kamen noch im 13. Jahrhundert bedeutende Lehen von Aquileja und dem Bistum Gurk.

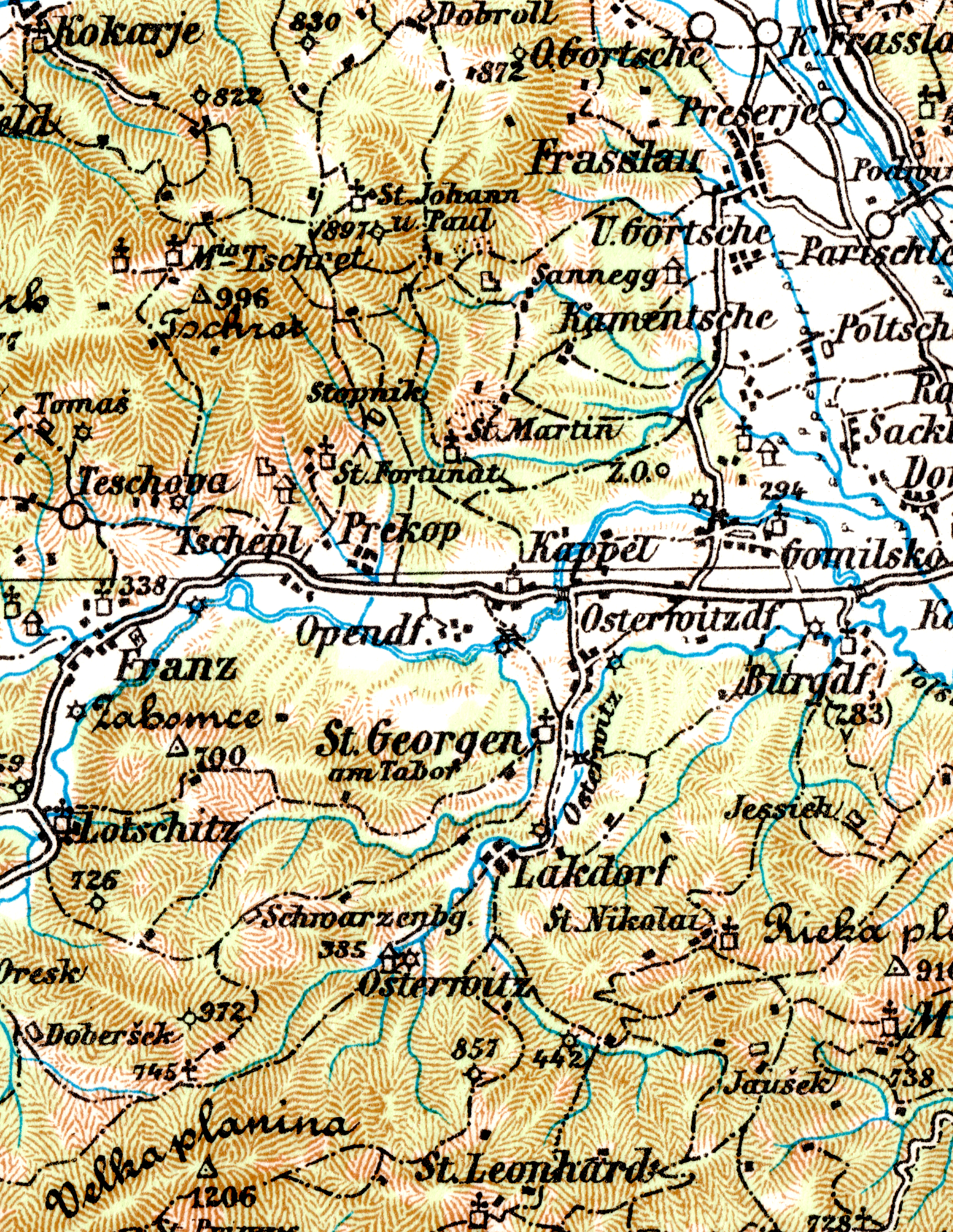
Sannegg und Osterwitz, das Stammland der Grafen von Cilli im Westen des Beckens von Cilli

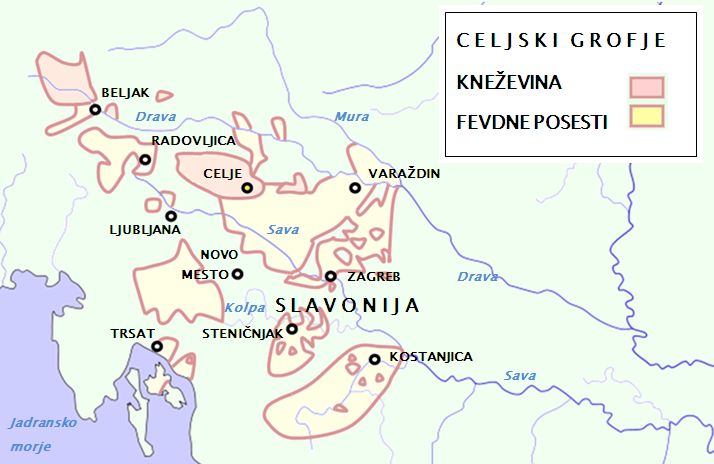
Grafschaft Cilli und abhängige Gebiete um 1418

### Besitz in der Steiermark
Altenburg – Vrbovec/Verbovec
Anderburg
Cilli – Celje, seit 1322
Eckenstein
Eibiswald – Ivnica, Ivenca
Feistritz – Bistrica
Frasslau – Braslovče
Furteneck
Gonobitz – Slovenske Konjice
Heggenberg
Helfenberg – Soteški grad
Hoheneck – Vojnik
Hörberg – Podsreda
Königsberg – Kraljevec/Kraljevi grad
Lemberg
Montpreis – Planina pri Sevnici
Mureck – Cmurek
Neuhaus bei Tüffer
Oberburg/Obernburg – Gornji Grad
Pfannberg
Peggau (1369–1373)
Luginsland/Luegg (nahe Semriach, 1369–1373)
Kaisersberg (1369–1373)
Grünberg – Gromberk (1369–1373)
Prassberg – Mozirje
Rabensberg – Koprivnik pri Moravčah
Ratschach – Radeče
Reicheneck – Rifnik
Rohitsch – Rogatec
Sachsenfeld – Žalec
Saldenhofen – Vuzenica
Schönstein – Šoštanj
Strechau
St. Peter ober Freyenthurn
Tüffer – Laško
Waldstein
Weitenstein – Vitanje
Wildhaus – Viltus
Schmierenberg
Schalleck

### Pfandweise
Radkersburg – Radgona (1418–1430/31),
Stattenberg,
Wildon

### Besitz in Krain
Altenburg – Stari grad, seit 1418
Billichgrätz – Polhov gradec, 1364–1456, erworben durch Kauf
Flödnig – Smlednik, 1328–1456
Friedrichstein – Fridrihštajn, seit 1422
Görtschach – Goričane, seit 1418
Gottschee – Kočevje, seit 1418
Grafenwarth – Kostel, seit 1418
Grafenweg – Knežji pot, seit 1444
Gurkfeld – Krško, 1351–1469
Haasberg – Planina pri Rakeku, seit 1435
Kerstetten – Češnjice, seit 1400
Krupp – Schloss Krupa, im 15. Jahrhundert
Landstraß/Landestrost – Kostanjevica na Krki, 1418–1431
Laas – Lož, seit 1418
Litey/Littai – Litija, 1418–1431
Maichau – Mehovo, seit 1376
Moräutsch – Moravče, seit 1418
Neudegg – Mirna, seit 1339
Obererkenstein – Novi grad v Jablanici, seit 1437
Orteneck – Ortnek, seit 1418
Podwein – Podvin, seit 1418
Pölland – Poljane, seit 1418
Radmannsdorf – Radovljica, seit 1418
Ratschach bei Steinbrück – Radeče, seit 1418
Reifnitz – Ribnica, seit 1418
Stein – Kamnik, seit 1418
Stattenberg (in Obernassenfuß) – Štatenberk v Gornjem Mokronogu, seit 1418
Thurn am Hardt – Šrajbarski turn, seit 1436
Thurn unter Neuburg – Turn pod Novim gradom, seit 1455
Treffen – Trebnje, seit 1418
Weichselburg – Višnja Gora, seit 1418
Weißenfels – Bela peč, seit 1431
Zobelsberg – Čušperk, seit 1418
Rudolfswerth – Novo mesto (als Pfandbesitz, 1418–1431)

### Besitz in Kärnten
Grafschaft Ortenburg, seit 1418
Sternberg (Grafschaft), seit 1418
Spittal an der Drau, seit 1418
Herrschaft Paternion, seit 1418
Ober- und Unterdrauburg
Sommeregg, seit 1418
Kellerberg, seit 1418
Steuerberg/Steierberg, seit 1418
Prägrad, seit 1418
Weißenegg
Hartneidstein, 1363 bis 1425
Mautenberg (Muta, Hohenmauthen/Drau) (heute Slowenien)
Versnigg – Breznik,
Falkenstein
Greifenburg
Treben
Mannsberg (ab 1369, ab 1373 Pfand)

### Besitz in Kroatien
Mit Urkunden vom 14. August 1397 und 27. Januar 1399 beschenkte Kaiser Sigmund den Grafen Hermann II. von Cilli mit zahlreichen Gütern in Kroatien.
St. Georgen – Jurjevo
Kopreinitz – Koprivnica
Štrigova
Krapina, seit 27. Januar 1399
Csakathurn – Čakovec
Cesargrad, seit 27. Januar 1399
Kastel, seit 27. Januar 1399
Kostainica – Hrvatska Kostajnica
Kamenic
Labor, seit 27. Januar 1399
Medvedgrad
Oštrc seit 27. Januar 1399
Schloss Trakošćan – Trakenstein, seit 27. Januar 1399
Samobor
Steničnik
Vrana
Warasdin – Varaždin, seit 14. August 1397

### Besitz in Niederösterreich
Mödling
Guntramsdorf
Rohrau
Burg Liechtenstein
Maria Enzersdorf etc.